# Beeklopers
De beeklopers (Veliidae) zijn een familie van insecten in de onderorde van de wantsen voor het eerst wetenschappelijk beschreven door Amyot & Serville in 1843. Wereldwijd komen bijna 1000 soorten voor binnen ongeveer 60 geslachten. 

## Uiterlijk
Ze kunnen een lengte bereiken van tussen de 1.5 en 6 mm en enkele tropische soorten kunnen tot 1 cm lang worden. Ze hebben vaak grote ogen en het halsschild is vaak breder dan het achterlijf. De wantsen hebben vaak geen volledige vleugels en zijn in veel gevallen brachypteer of micropteer. Het gedrongen lichaam is vaak bedekt met kleine haartjes. De middelste pootjes zijn meestal het langst, de achterdijen zijn niet langer dan het achterlijf.

## Levenswijze
Beeklopers kunnen op veel plekken gevonden worden. Bij voorkeur in stilstaand water maar er zijn ook soorten die snelstromend water verkiezen, op zee leven of in het regenwater dat opgevangen is in de bladrozetten van bromelia's. Er zijn ook soorten die gedeeltelijk op het land leven. Beeklopers kunnen over het water lopen door afwisselend de poten te bewegen. Veliidae zijn roofzuchtige jagers, ze voeden zich met kleine waterdiertjes zoals muggenlarven maar bij voorkeur met insecten die in het water zijn gevallen, ze herkennen hun prooi door trillingen van het wateroppervlak. Ze lijken wat betreft hun uiterlijk en levenswijze sterk op schaatsenrijders maar zijn over het algemeen kleiner en hebben kortere pootjes.

## Taxonomie
De Veliidae worden onderverdeeld in zes sub-families met daarin de volgende geslachten: 
- Haloveliinae Esaki, 1930
  - Entomovelia Esaki, 1930
  - Halovelia Bergroth, 1893
  - Haloveloides Andersen, 1992
  - Ocheovelia J. Polhemus and D. Polhemus, 2006
  - Strongylovelia Esaki, 1924
  - Xenobates Esaki, 1927
- Microveliinae China and Usinger, 1949
  - Aegilipsicola J. Polhemus and D. Polhemus, 1994
  - Aegilipsovelia J. Polhemus, 1970
  - Aphrovelia J. Polhemus and D. Polhemus, 1988
  - Aquulavelia Thirumalai, 1999
  - Baptista Distant, 1904
  - Brechivelia D. Polhemus and J. Polhemus, 2004
  - Carayonella Poisson, 1948
  - Cylicovelia J. Polhemus and Copeland, 1996
  - Drepanovelia Andersen and Weir, 2001
  - Euvelia Drake, 1957
  - Fijivelia J. Polhemus and D. Polhemus, 2006
  - Geovelia Zimmermann, 1984
  - Gracilovelia Poisson, 1955
  - Hebrovelia Lundblad, 1939
  - Husseyella Herring, 1955
  - Lacertovelia Andersen and Weir, 2001
  - Lathriovelia Andersen, 1989
  - Mangrovelia Linnavuori, 1977
  - Menuthiasia Poisson, 1952
  - Microvelia Westwood, 1834
  - Microveloidella Poisson, 1952
  - Microvelopsis Andersen and Weir, 2001
  - Millotella Poisson, 1948
  - Neoalardus Distant, 1912
  - Nesidovelia Andersen and Weir, 2001
  - Neusterensifer J. Polhemus and D. Polhemus, 1994
  - Nilsvelia Cassis, Hodgins, Weir and Tatarnic, 2017
  - Papuavelia D. Polhemus and J. Polhemus, 2000
  - Petrovelia Andersen and Weir, 2001
  - Phoreticovelia D. Polhemus and J. Polhemus, 2000
  - Pseudovelia Hoberlandt, 1951
  - Rheovelia D. Polhemus and J. Polhemus, 2004
  - Submicrovelia Poisson, 1951
  - Tanyvelia J. Polhemus and D. Polhemus, 1994
  - Tarsovelia J. Polhemus and D. Polhemus, 1994
  - Tarsoveloides Andersen and Weir, 2001
  - Tenagovelia Kirkaldy, 1908
  - Tonkouivelia Linnavuori, 1977
  - Tubuaivelia J. Polhemus and D. Polhemus, 2008
  - Velohebria Stys, 1976
  - Xiphovelia Lundblad, 1933
  - Xiphoveloidea Hoberlandt, 1951
- Ocelloveliinae Drake and Chapman, 1963
  - Ocellovelia China and Usinger, 1949
- Perittopinae China and Usinger, 1949
  - Perittopus Fieber, 1861
- Rhagoveliinae China and Usinger, 1949
  - Chenevelia Zettel, 1996
  - Rhagovelia Mayr, 1865
  - Tetraripis Lundblad, 1936
- Veliinae Amyot and Serville, 1843
  - Angilia Stål, 1865
  - Angilovelia Andersen, 1981
  - Arcantivelia Solórzano Kraemer and Perrichot in Solórzano Kraemer et al., 2014
  - Balticovelia Andersen, 2000
  - Electrovelia Andersen, 1998
  - Oiovelia Drake and Maldonado-Capriles, 1952
  - Paravelia Breddin, 1898
  - Platyvelia J. Polhemus and D. Polhemus, 1993
  - Polhemovelia Zettel and Sehnal, 2000
  - Steinovelia J. Polhemus and D. Polhemus, 1993
  - Stridulivelia Hungerford, 1929
  - Velia Latreille, 1804
  - Veloidea Gould, 1934

## In Nederland waargenomen soorten
- Genus: Microvelia
  - Microvelia buenoi - (Slank dwerglopertje)
  - Microvelia pygmaea - (Zuidelijk dwerglopertje)
  - Microvelia reticulata - (Gewoon dwerglopertje)
- Genus: Velia
  - Velia caprai - (Gewone beekloper)
  - Velia saulii - (Zeldzame beekloper)